# Peuketios (syn Likaona)
Peuketios (gr. Πευκέτιος, Peuketios) – jeden z pięćdziesięciu synów Likaona, zabity przez Zeusa za podanie mu do zjedzenia ciała dziecka podczas posiłku. Według Dionizjusza z Halikarnasu niezadowolony z nadziału ziemi otrzymanego w Grecji wywędrował wraz z bratem Ojnotrosem do południowej Italii, gdzie dał początek ludowi Peuketiów. Miał urodzić się siedemnaście pokoleń przed wojną trojańską.